# Smaragdina brunneoornata
Smaragdina brunneoornata es una especie de insecto coleóptero de la familia Chrysomelidae.
Fue descrita científicamente en 1999 por Medvedev.